# Benjámin Gledura
Benjámin Gledura (Eger, 4 luglio 1999) è uno scacchista ungherese.
Ha ottenuto il titolo di Grande Maestro in settembre 2016.
In gennaio 2019 ha partecipato al torneo Tata Steel Challengers, classificandosi terzo con 8½/13 (+5–1=7). In marzo ha partecipato al Campionato europeo giovanile, realizzando 7½/11 e qualificandosi per la Coppa del Mondo di scacchi 2019, dove è stato eliminato nel primo turno (1½–½) da Evgeniy Najer.
Ha raggiunto il massimo rating FIDE in giugno 2019, con 2654 punti Elo.